# لوسي توريس جوميز
لوسي توريس جوميز هي عارضة وسياسية وممثلة فلبينية، ولدت في 11 ديسمبر 1974 في اورموك في الفلبين.

## وصلات خارجية
- لوسي توريس جوميز على موقع IMDb (الإنجليزية)
- لوسي توريس جوميز على موقع قاعدة بيانات الفيلم (الإنجليزية)